# Munson-Williams-Proctor Arts Institute
Le Munson-Williams-Proctor Arts Institute (MWPAI) est un centre régional des beaux- arts fondé en 1919 et situé à Utica, dans l'État de New York. 
L'institut comprend trois divisions :  
- Musée des arts
- Arts performants
- École d'art

## Musée d'art
Le musée possède une vaste collection d'art européen et américain. Un des points forts de la collection permanente est le premier des deux ensembles originaux de la célèbre série de peintures de Thomas Cole intitulée Le voyage de la vie. Le second ensemble se trouve à la National Gallery à Washington, DC.

## PrattMWP
L'école d'art a commencé en 1936, quand la Guilde des Arts de New York a déménagé son école dans un garage remodelé sur le terrain de l'Institut et, sous le nom de School of Related Arts and Sciences a commencé à offrir des cours en arts visuels, en histoire et philosophie de l'art et en symbolisme comparatif.